# Ramoneo

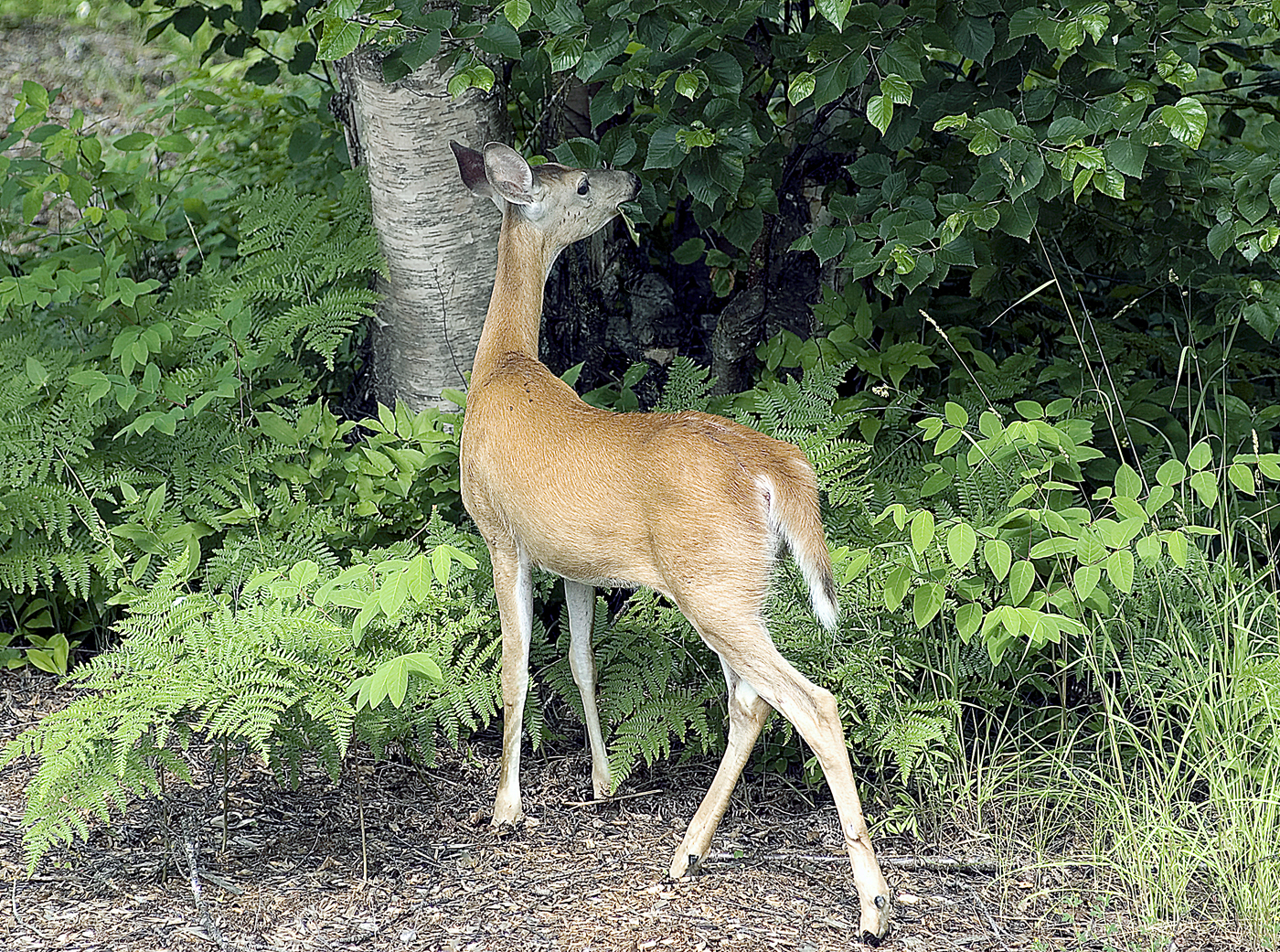
Un venado de cola blanca ramoneando hojas en Enderby, Columbia Británica (Canadá)

El ramoneo es una forma de alimentación en que un herbívoro (o, en términos más estrictos, un folívoro) se alimenta de hojas, brotes tiernos o frutos de plantas de alto crecimiento, generalmente leñosas, como los arbustos. Esto contrasta con el pastoreo, generalmente asociado con animales que se alimentan de pasto u otras vegetaciones inferiores. Un ejemplo de esta dicotomía son las cabras (que son ramoneadores) y ovejas (que pastorean).

## Ramoneo

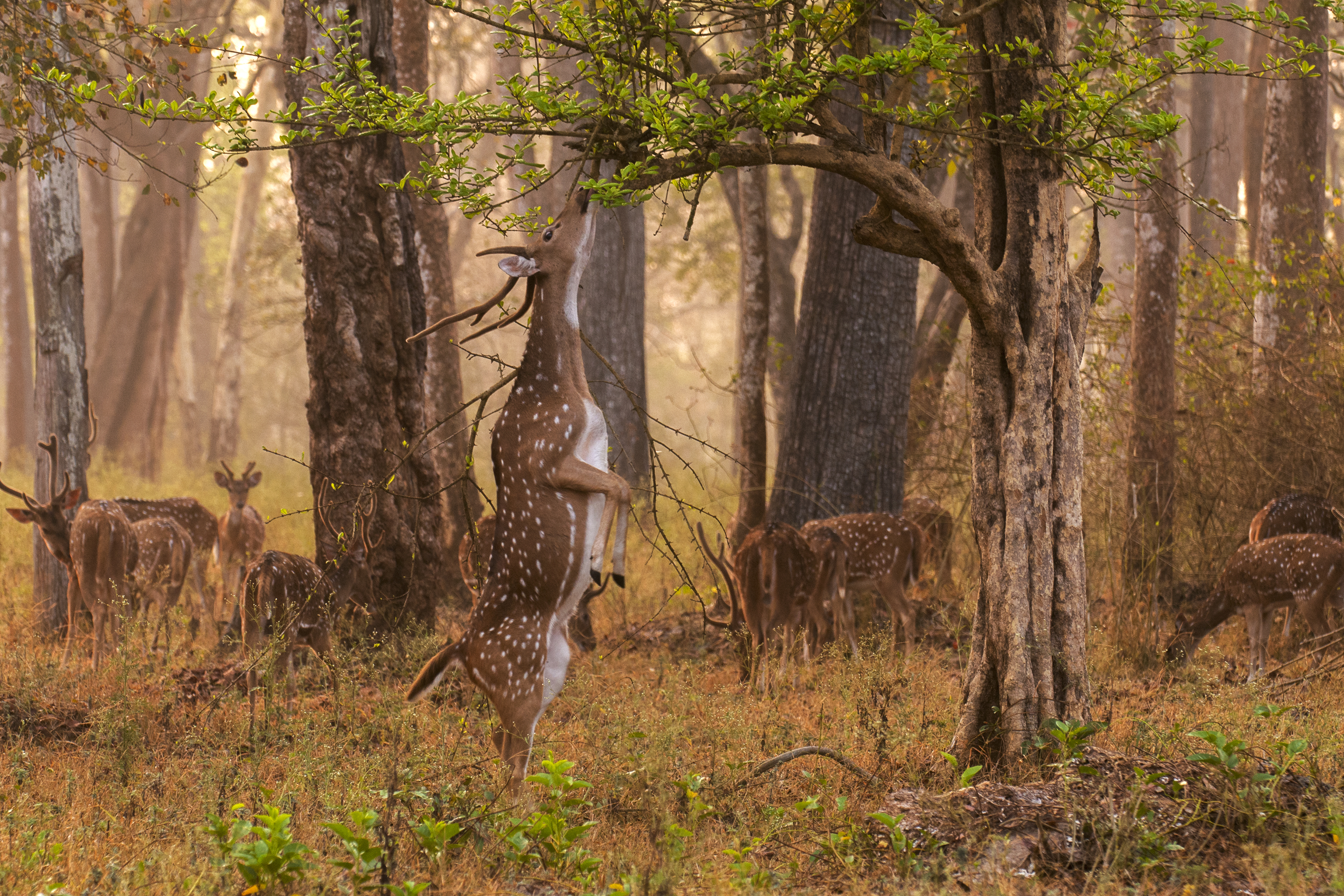
Chital ramoneando en Nagarhole, Karnataka (India)

En las regiones templadas, los propietarios coleccionan material de ramoneo antes de la caída de las hojas, luego lo secan y almacenan como suplemento alimenticio de invierno. En época de sequía, los pastores pueden cortar ramas fuera del alcance de su ganado, como forraje a nivel del suelo. En las regiones tropicales, donde la presión poblacional lleva a los propietarios a recurrir a esto con mayor frecuencia, existe el peligro de un agotamiento permanente del suministro.[cita requerida] En el caso de los pandas, el ramoneo puede consistir en racimos de hojas de plátano, brotes de bambú, pino, piceas, ramas de abeto y sauce, paja y pastos nativos.
Si la población de ramoneadores aumenta demasiado, toda la vegetación que puedan acceder puede ser devorada. El nivel resultante por debajo del cual se encuentran pocas o ninguna hoja se conoce como línea de ramoneo. Si el pastoreo excesivo continúa durante demasiado tiempo, la capacidad de reproducción de los árboles del ecosistema puede verse afectada, ya que las plantas jóvenes no pueden sobrevivir el tiempo suficiente para crecer demasiado alto para que los exploradores las alcancen.

## Ramoneo excesivo

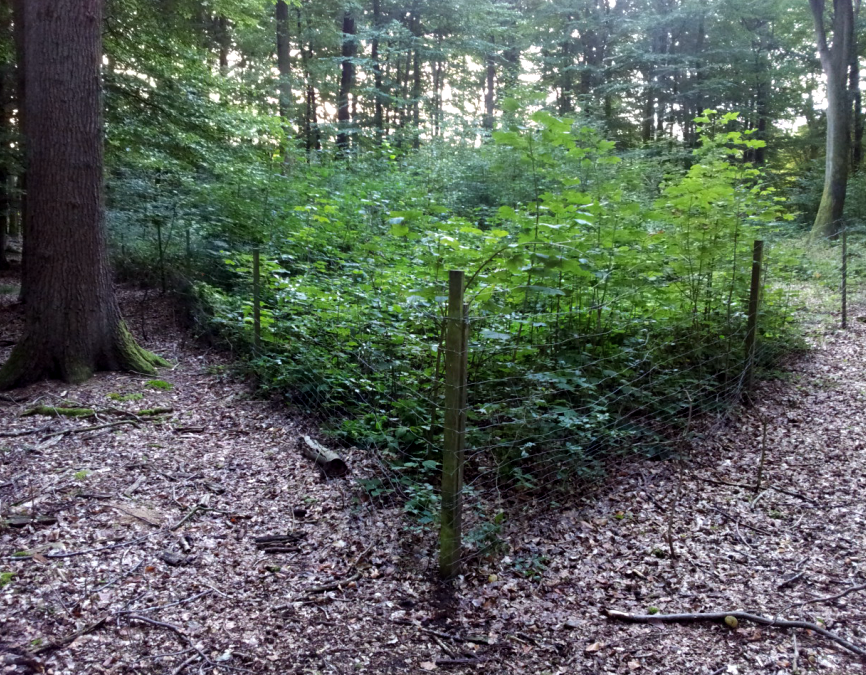
Cerca de control para evaluar el impacto del ramoneo de los ungulados. Obsérvese la falta de regeneración natural del bosque fuera de la cerca.

La sobreexplotación por ramoneo se produce cuando los herbívoros ramoneadores superpoblados o densamente concentrados ejercen una presión extrema sobre las plantas, reduciendo la capacidad de carga y alterando las funciones ecológicas de su hábitat.  Ejemplos de herbívoros con sobrepoblación en todo el mundo incluyen el koala en el sur de Australia, los mamíferos introducidos en Nueva Zelanda y los cérvidos en los bosques de América del Norte y Europa.

### Descripción general
Las exclusiones de alces (áreas cercadas) se utilizan para determinar los impactos ecológicos de los cérvidos, lo que permite a los científicos comparar la flora, la fauna y el suelo en áreas dentro y fuera de las exclusiones. Los cambios en las comunidades de plantas en respuesta a la herbivoría reflejan las preferencias diferenciales de las plantas de los ramoneadores, así como la capacidad variable de las plantas para tolerar altos niveles de ramoneo. Los cambios de composición y estructurales en la vegetación forestal pueden tener efectos en cascada en todo el ecosistema, incluidos impactos en la calidad y estabilidad del suelo, micro y macroinvertebrados, pequeños mamíferos, pájaros cantores y quizás incluso grandes depredadores.

### Causas

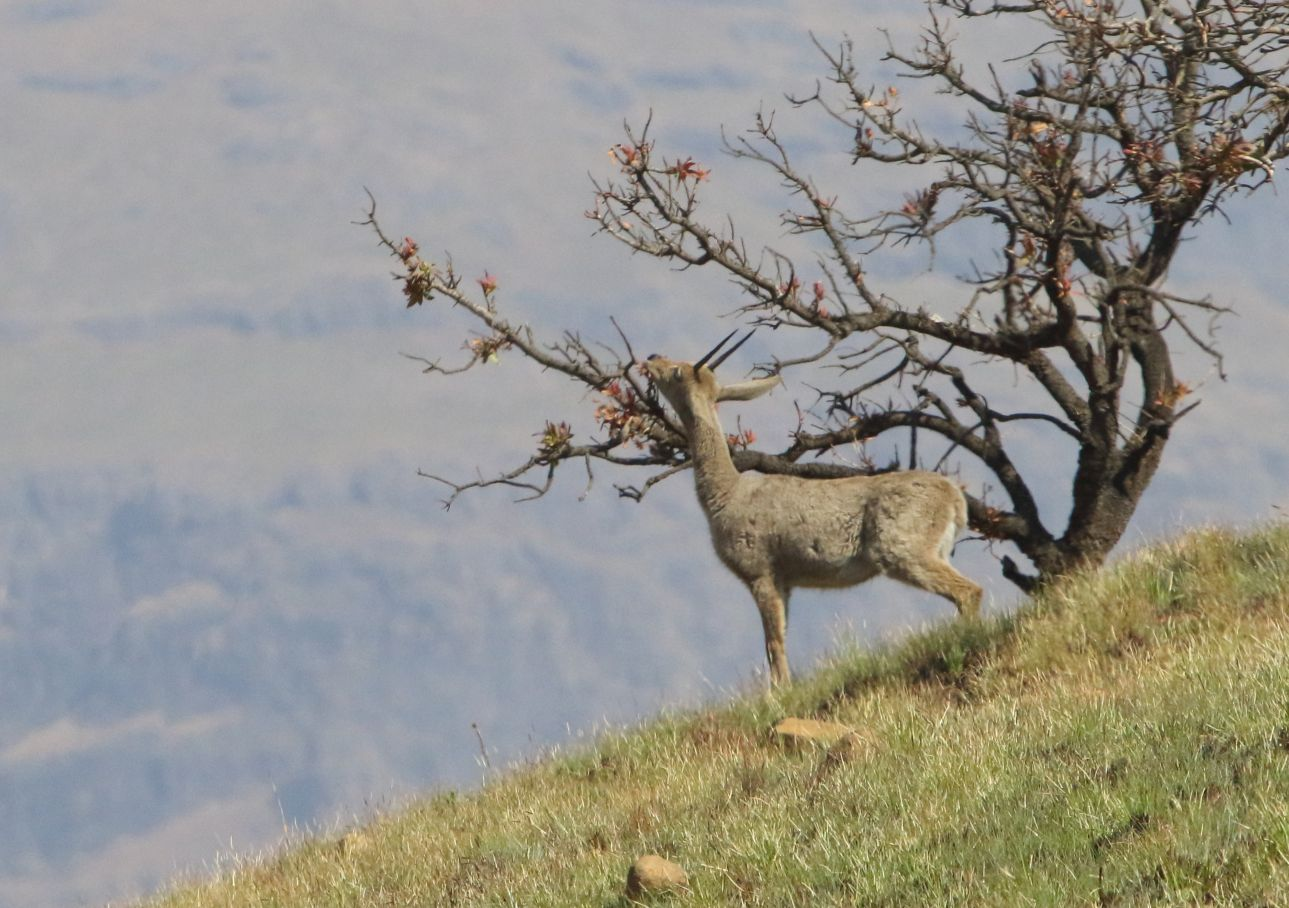
Antílope cabrío ramoneando

Hay varias causas de la sobreabundancia de ramoneadores y la consiguiente sobreexplotación. Los herbívoros se introducen en paisajes en los que las plantas nativas no han evolucionado para resistir el ramoneo y los depredadores no se han adaptado para cazar las especies invasoras. En otros casos, las poblaciones de herbívoros superan los niveles históricos debido a la reducción de la presión de caza o depredación. Por ejemplo, los carnívoros disminuyeron en América del Norte a lo largo del último siglo y las regulaciones de caza se hicieron más estrictas, lo que contribuyó al aumento de las poblaciones de cérvidos en América del Norte. Además, el paisaje cambia debido al desarrollo humano, como por ejemplo en la agricultura y la silvicultura, puede crear fragmentación del hábitat, parches de bosque entre los cuales viajan los ciervos, ramoneando en hábitats de sucesión temprana en la periferia. Los campos agrícolas y los rodales jóvenes de silvicultura proporcionan a los ciervos alimentos de alta calidad, lo que genera una sobreabundancia y una mayor presión de ramoneo sobre las plantas del sotobosque.

### Impactos en las plantas

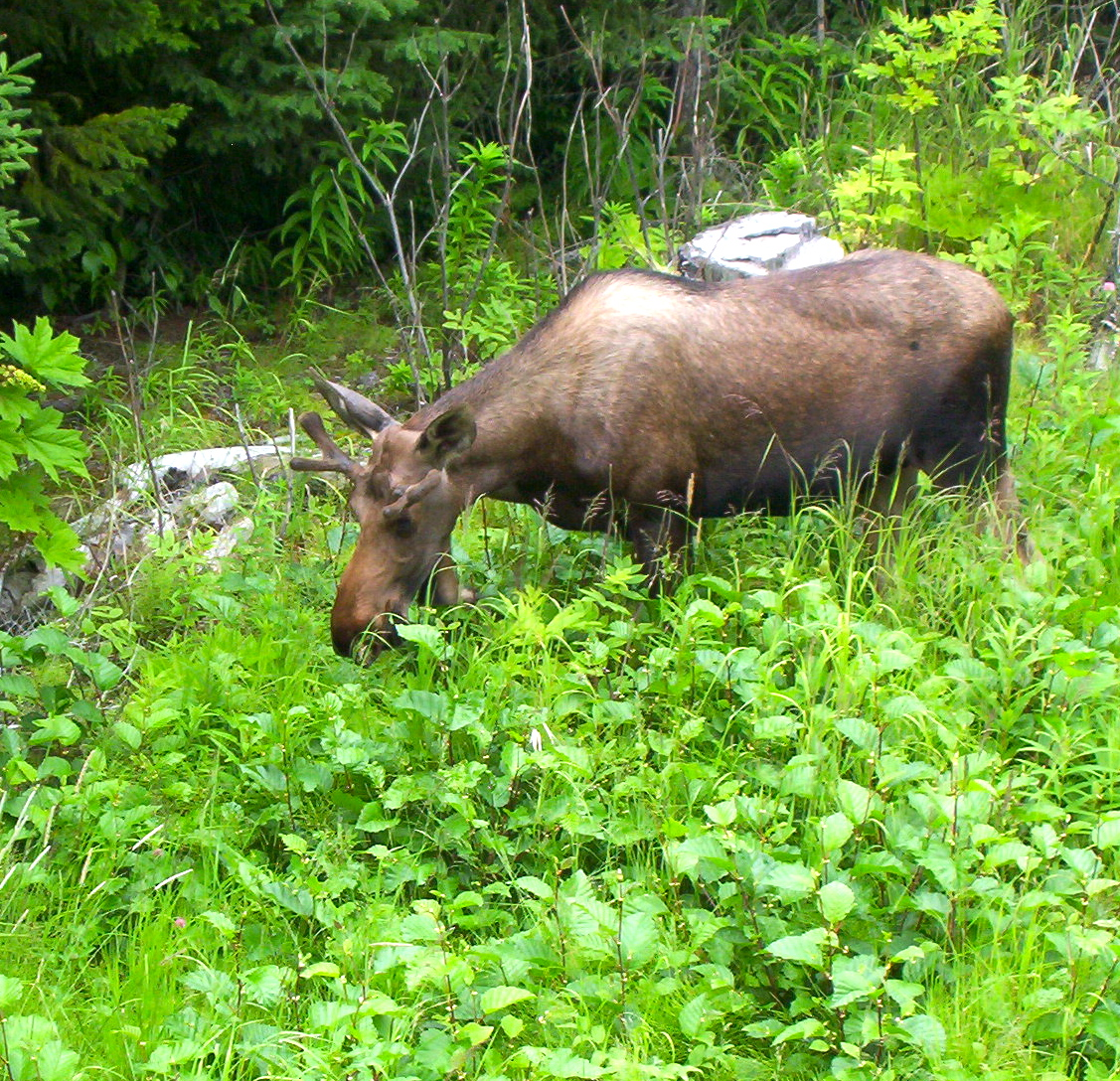
Alce joven ramoneando sobre alisos

La sobreexplotación afecta las plantas a nivel individual, poblacional y comunitario. Los efectos negativos del ramoneo son mayores entre las especies intolerantes, como los miembros del género Trillium, que tienen todos los tejidos fotosintéticos y órganos reproductores en el ápice de un tallo singular. Esto significa que un ciervo puede comerse todos los tejidos reproductivos y fotosintéticos a la vez, lo que reduce la altura de la planta, las capacidades fotosintéticas y la producción reproductiva. Las plantas también difieren en su palatabilidad para los herbívoros. En altas densidades de herbívoros, las plantas que son altamente seleccionadas como ramoneo pueden no tener individuos grandes y pequeños de la población.[cita requerida] A nivel de la comunidad, el ramoneo intenso de los ciervos en los bosques conduce a reducciones en la abundancia de arbustos herbáceos del sotobosque apetitosos y aumentos en la abundancia de graminoides y briófitas que se liberan de la competencia por la luz.

### Impactos en otros animales
La sobreexplotación puede cambiar la estructura del bosque cercano al suelo, la composición de las especies vegetales, la densidad de la vegetación y la hojarasca, con consecuencias para otros animales que habitan en el bosque. Muchas especies de invertebrados terrestres dependen de la cubierta vegetal cercana al suelo y de las capas de hojarasca para su hábitat; estos invertebrados pueden perderse en áreas con intenso ramoneo. Además, la selección preferencial de ciertas especies de plantas por parte de los herbívoros puede afectar a los invertebrados estrechamente asociados con esas plantas. Los pájaros cantores migratorios que viven en los bosques dependen de la densa vegetación del sotobosque para el hábitat de anidación y alimentación, y las reducciones en la biomasa de las plantas del sotobosque causadas por los ciervos pueden provocar una disminución en las poblaciones de pájaros cantores del bosque. Finalmente, la pérdida de la diversidad de plantas del sotobosque asociada con la sobreexplotación de ungulados puede afectar a los pequeños mamíferos que dependen de esta vegetación para su cobertura y alimento.

### Gestión y recuperación
La sobreexplotación puede llevar a las comunidades de plantas hacia estados de equilibrio que solo son reversibles si el número de herbívoros se reduce en gran medida durante un período suficiente y se toman medidas para restaurar las comunidades de plantas originales. El manejo para reducir las poblaciones de ciervos toma un enfoque de tres frentes: (1) grandes áreas de bosque antiguo contiguo con copas cerradas se apartan, (2) aumentan las poblaciones de depredadores y (3) aumenta la caza de herbívoros sobreabundantes. Los refugios en forma de montículos de viento, afloramientos rocosos o troncos horizontales elevados sobre el suelo del bosque pueden proporcionar a las plantas un sustrato protegido del ramoneo de los cérvidos. Estos refugios pueden contener una proporción de la comunidad de plantas que existiría sin la presión del ramoneo, y pueden diferir significativamente de la flora que se encuentra en las áreas de exploración cercanas. Si los esfuerzos de gestión fueran para reducir las poblaciones de cérvidos en el paisaje, estos refugios podrían servir como modelo para la recuperación del sotobosque en la comunidad vegetal circundante.